# Argentan
Argentan is een gemeente in het Franse departement Orne (regio Normandië). De plaats maakt deel uit van het arrondissement Argentan. De gemeente telde 13.494 inwoners op 1 januari 2022.

## Geschiedenis
Argentan was al in de 10e eeuw een ommuurde stad. Ze kreeg in de eerste helft van de 12e eeuw een donjon en een nieuwe stadsomwalling onder Hendrik I van Engeland. Deze werd later verder uitgebreid en in de 14e eeuw telde deze stadsmuur zestien torens. Het was een van de belangrijkste versterkte plaatsen van Normandië. In de stad waren leerlooiers actief. Op de vlakten rond de stad werd graan geteeld en werden paarden gefokt in haras.
In de 16e eeuw ontstond kantnijverheid in de stad. In de 17e en 18e eeuw genoot Argentan een grote reputatie door zijn kant, na de oprichting van de Manufacture Royale des Points de France in 1665 door minister Jean-Baptiste Colbert. Rond 1740 ontstonden in deze manufactuur de steek Point d’Argentan naast de bekendere Point d’Alençon. In 1874 werd er een school voor kantwerk geopend in de benedictinessenabdij van Argentan.

## Geografie
De oppervlakte van Argentan bedroeg op 1 januari 2022 18,18 vierkante kilometer; de bevolkingsdichtheid was toen 742,2 inwoners per km². De Orne stroomt door de gemeente.
De onderstaande kaart toont de ligging van Argentan met de belangrijkste infrastructuur en aangrenzende gemeenten.

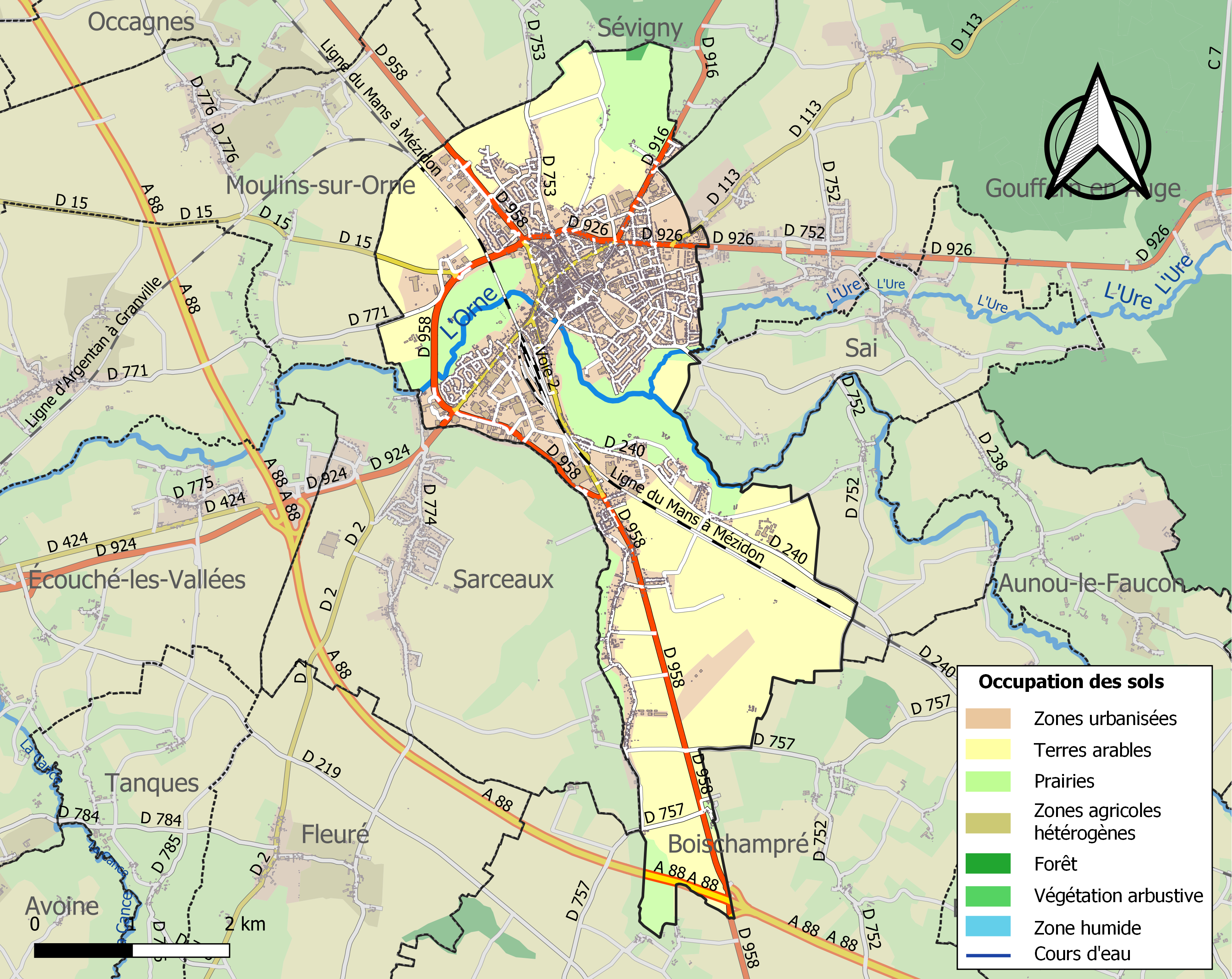

## Demografie
Onderstaande figuur toont het verloop van het inwonertal (bron: INSEE-tellingen).

## Bezienswaardigheden

### Musea
- Maison des Dentelles, kantmuseum
- Musée Fernand Léger - André Mare, museum voor moderne kunst, geopend in 2019

### Historische monumenten
- Tour Marguerite, toren van de vroegere stadsomwalling
- Donjon, deel van de vroegere stadsomwalling
- Kerk Saint-Germain (15e en 17e eeuw) met een gotisch schip en een transept in renaissancestijl
- Château des Ducs (14e eeuw)

### Afbeeldingen

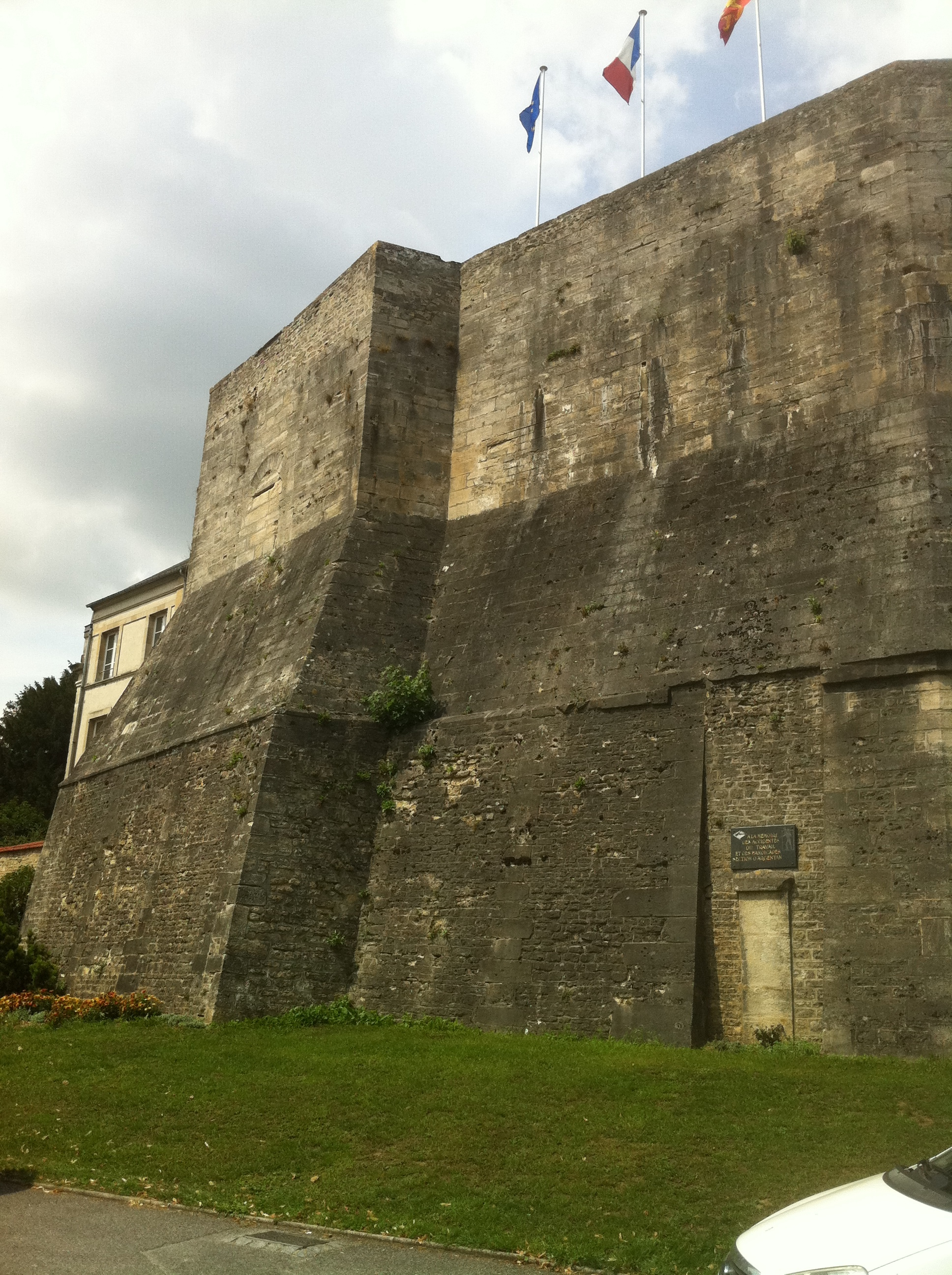
Donjon
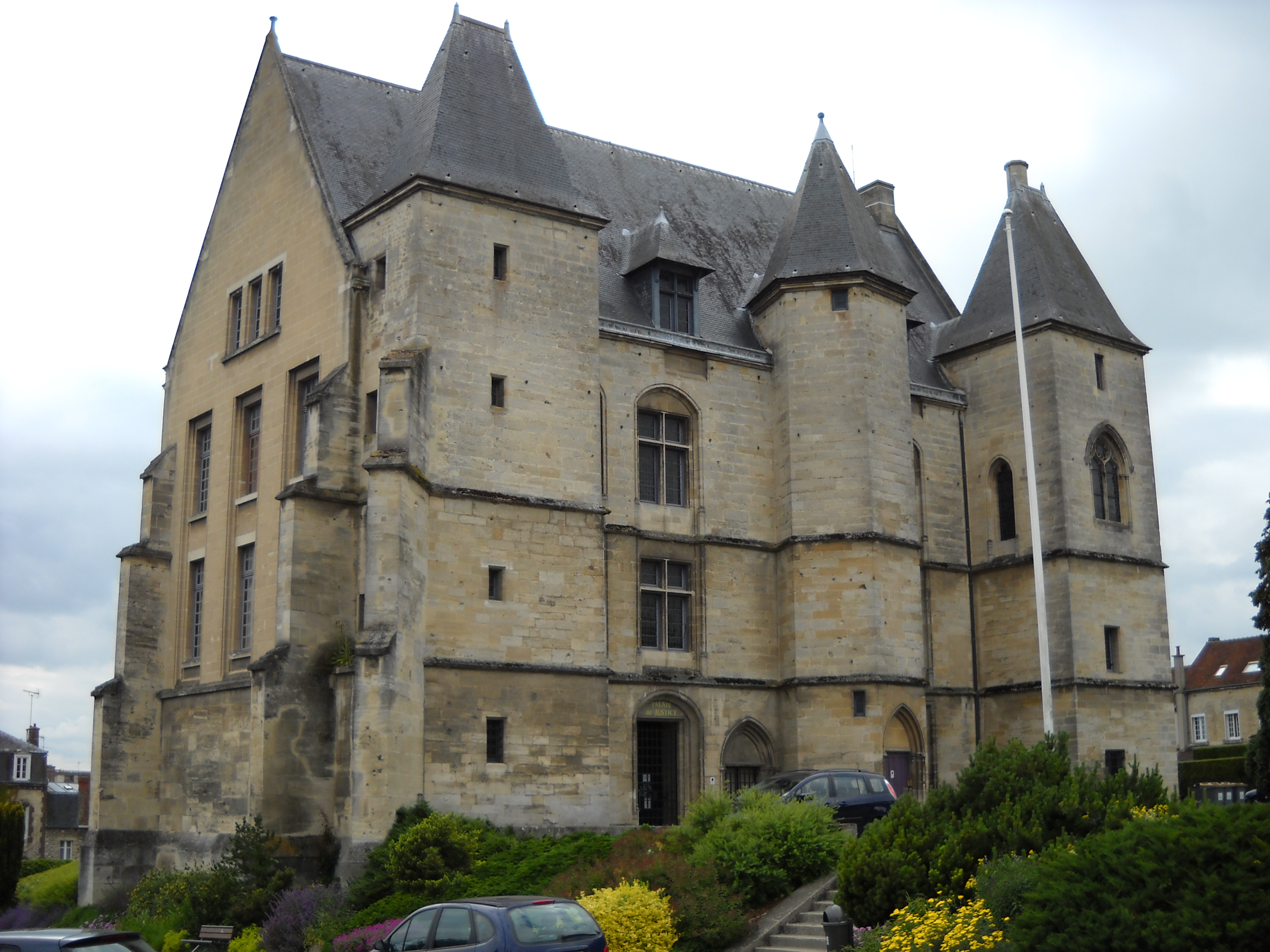
Château des Ducs
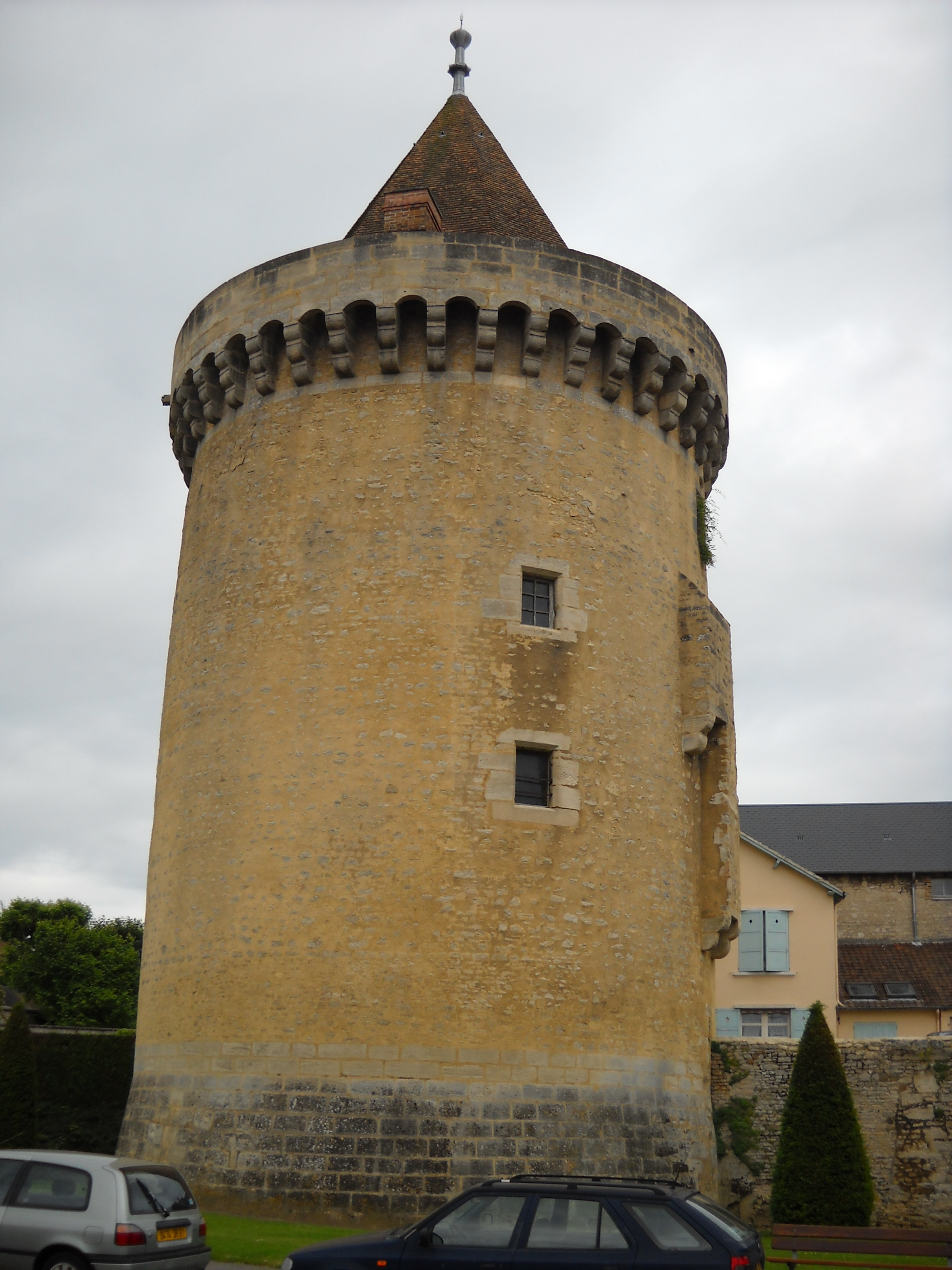
Tour Marguerite
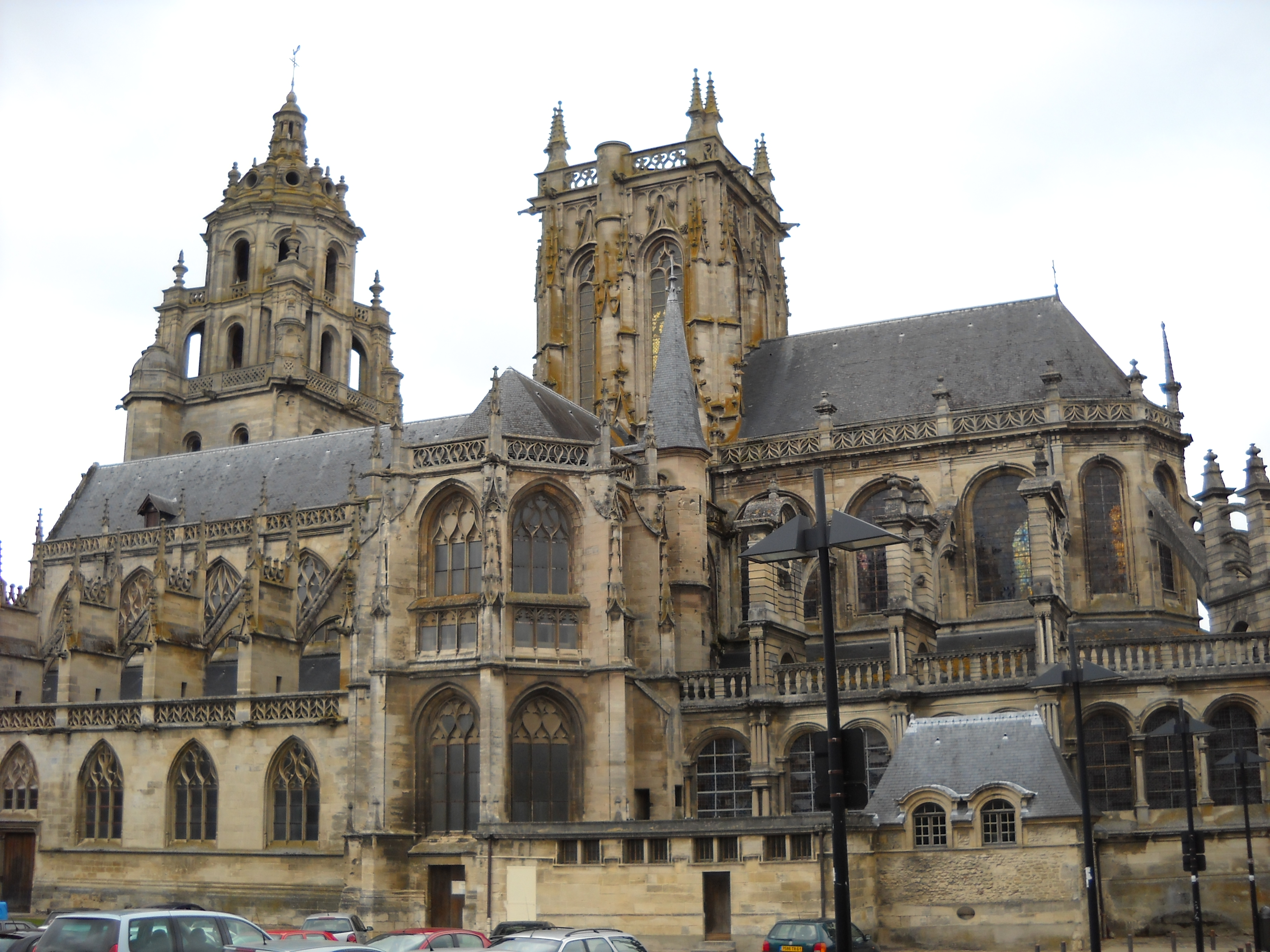
Kerk Saint-Germain
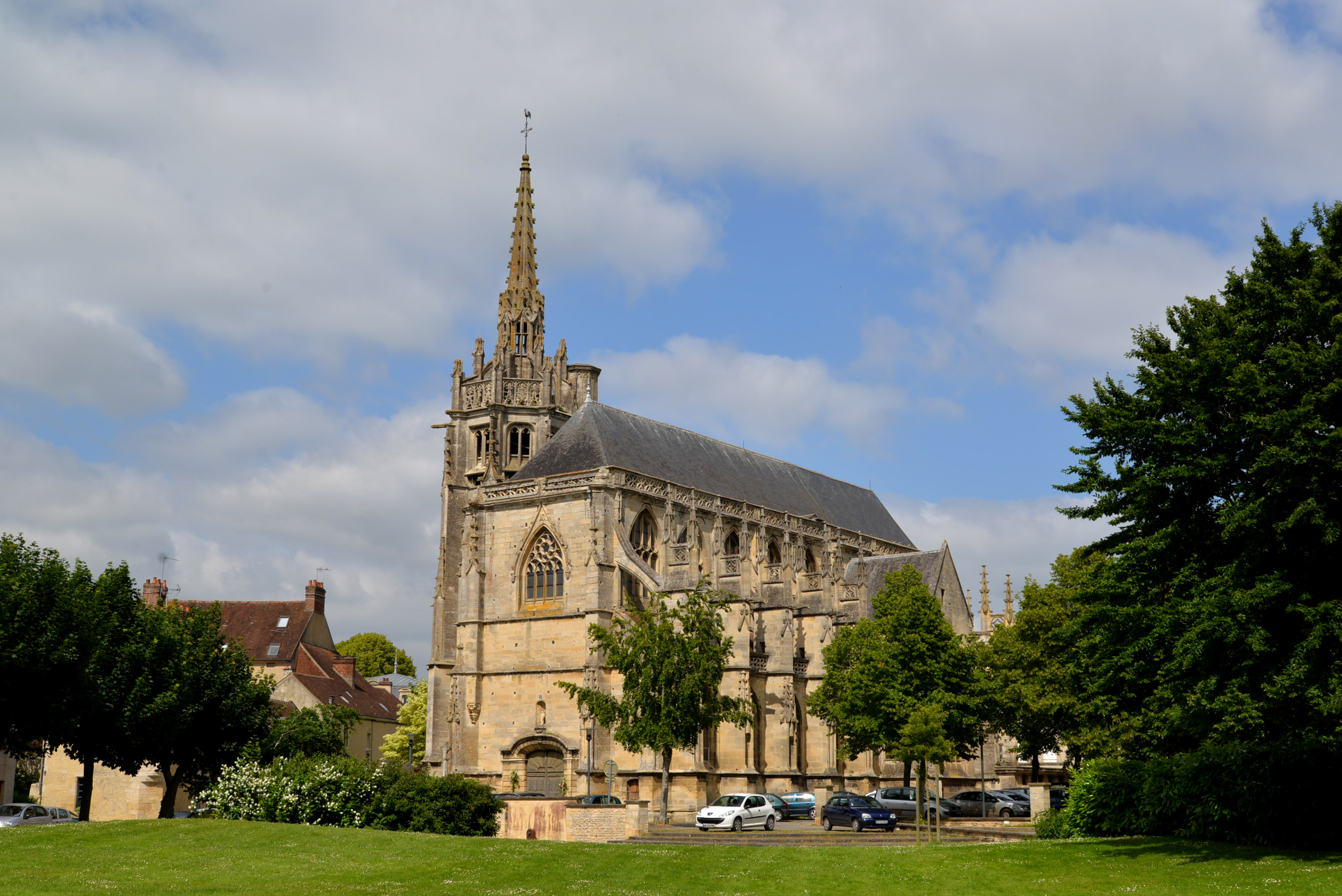
Kerk Saint-Martin
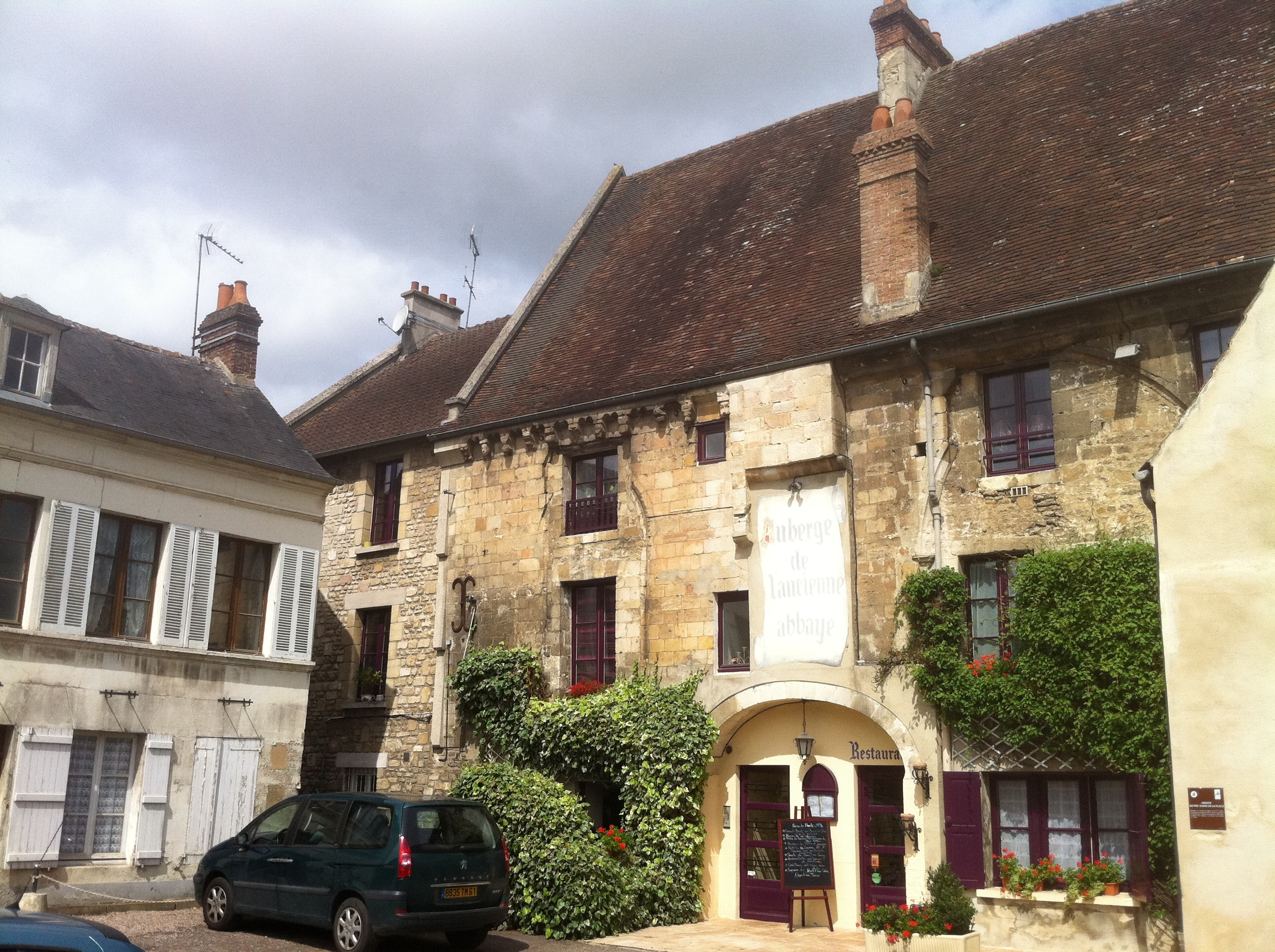
Abbaye Notre-Dame
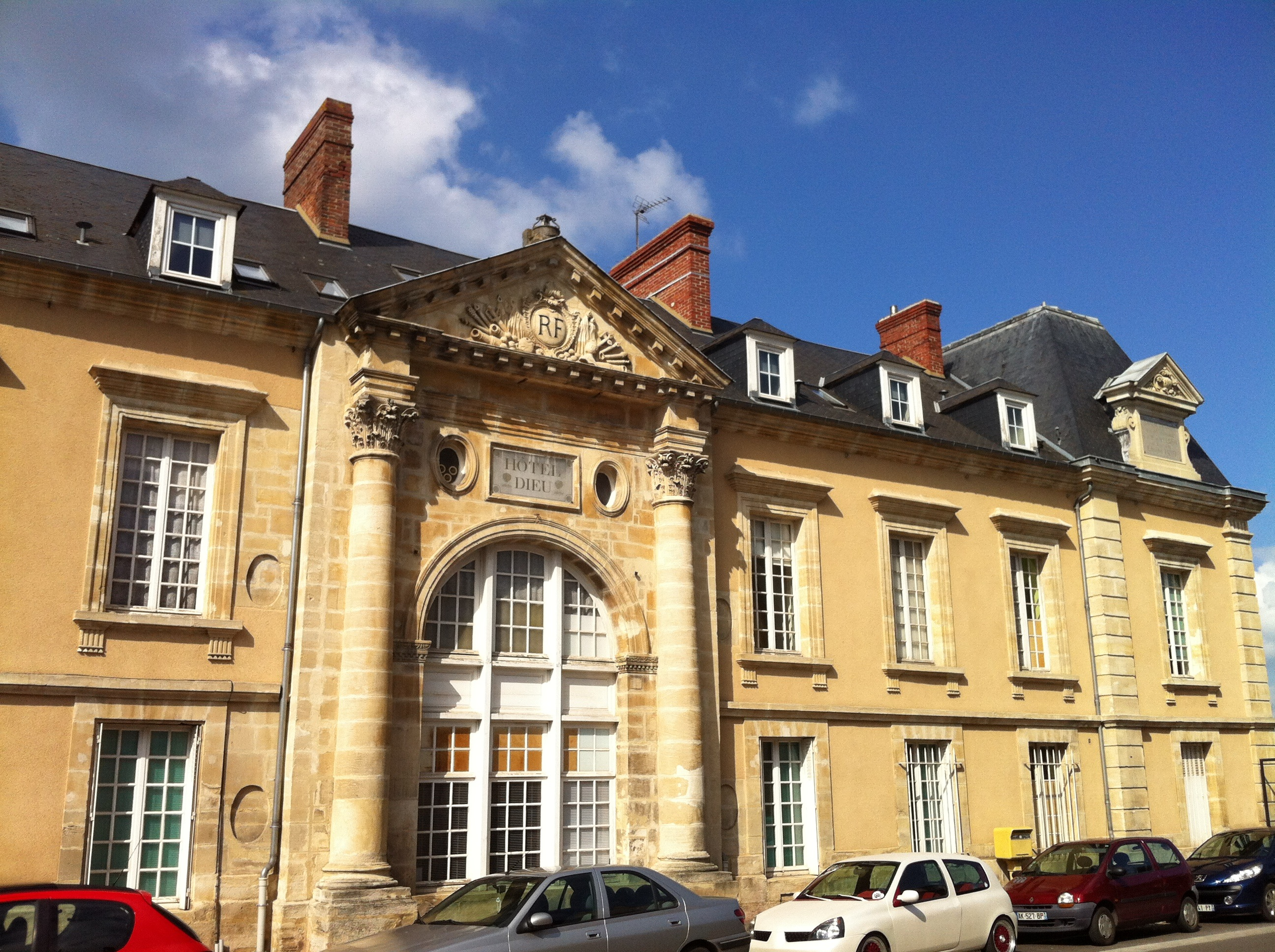
Hôtel-Dieu
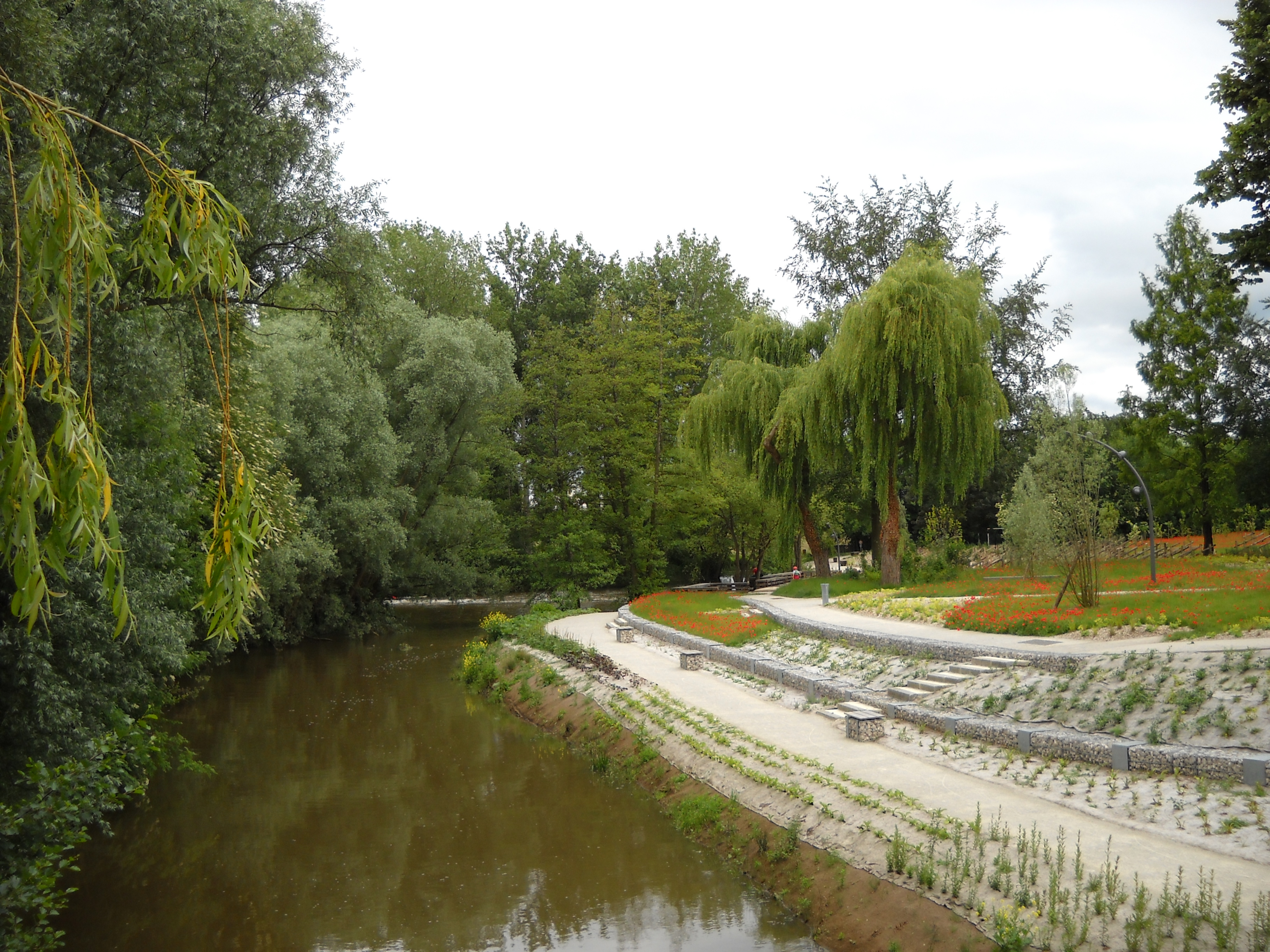
De Orne

## Sport
Argentan was één keer etappeplaats in de wielerkoers Ronde van Frankrijk. In 1991 won de Nederlander Jean-Paul van Poppel er de rit.

## Partnergemeente
- Rotenburg an der Fulda (Duitsland)

## Geboren in Argentan
- Jan II van Alençon (1409-1476), hertog van Alençon
- Marie-Louise Roulleaux Dugage (1812-1877), beeldhouwster
- Fernand Léger (1881-1955), kunstschilder
- André Mare (1885-1932), decorateur, binnenhuisarchitect en kunstschilder
- Michel Onfray (1959), filosoof
- Franck Berrier (1984-2021), voetballer